# بينا بوتين
بينا بوتين (17 مارس 1933 - 1 أغسطس 2024)، هي ممثلة إيطالية. كانت نجمة السينما الإيطالية في الخمسينيات من القرن العشرين، غالبًا لعبت دور فتاة القرية في أفلامها.

## وصلات خارجية
- بينا بوتين على موقع IMDb (الإنجليزية)
- بينا بوتين على موقع قاعدة بيانات الفيلم (الإنجليزية)